# Moronobea candida
Moronobea candida är en tvåhjärtbladig växtart som beskrevs av Adolpho Ducke. Moronobea candida ingår i släktet Moronobea och familjen Clusiaceae. Inga underarter finns listade i Catalogue of Life.